# Norway (Maine)
Pour les articles homonymes, voir Norway.
Norway est une ville du comté d'Oxford située dans l'État du Maine, dans le nord-est des États-Unis. Sa population est de 4 611 habitants lors du recensement de 2000.

## Histoire

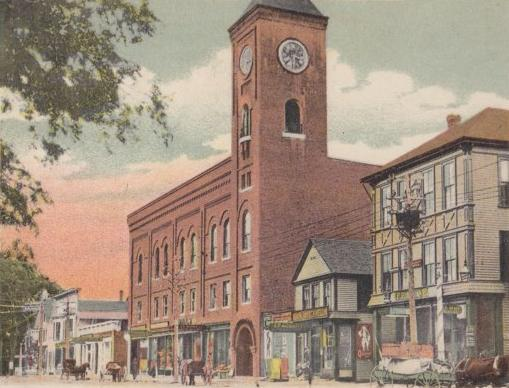
Opera House (1906).

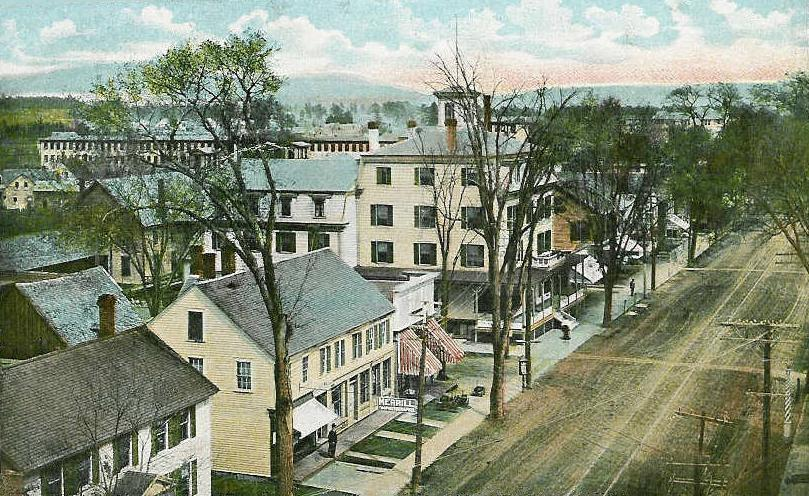
Rue principale (1908).

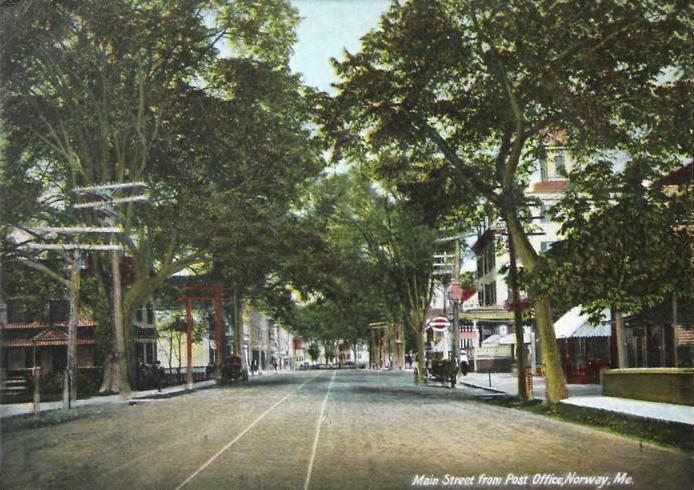
Downtown (1907).

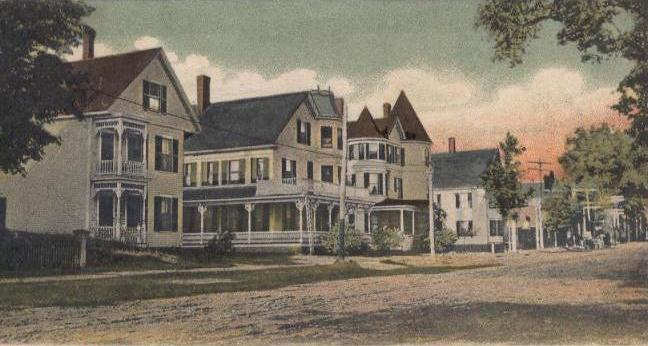
Scène de rue (1906).

L'endroit s'appelle d'abord Rustfield d'après Henry Rust de Salem (Massachusetts), un riche propriétaire terrien. La région est défrichée et colonisée après 1786 par Joseph Stevens, suivi de George Leslie, Amos Hobbs, Jeremiah Hobbs, Jonas Stevens et Nathaniel Stevens, chacun avec leur famille, venant de la ville de Gray. Beaucoup de ceux qui émigrèrent avaient été soldats durant la guerre d'indépendance américaine, dont Phineas Whitney qui combattit durant la bataille de Bunker Hill. Une scierie et une minoterie sont créées en 1789 et en 1796, la première route est construite. La plantation Rustfield est incorporée (devient une entité municipale) sous le nom de Norway le 9 mars 1797. L'origine du nom reste incertaine. Une pétition des habitants auprès de la Cour générale du Massachusetts demandait le nom de Norage, mais ce qu'il signifiait et pourquoi le nom a été altéré en Norway reste spéculatif. Un incendie détruit entièrement les archives de la ville en 1843. Durant la guerre de Sécession, Norway et d'autres municipalités du comté d'Oxford fournissent une compagnie de milice au 1er  régiment d'infanterie de volontaires du Maine (en) sous le commandement de George Lafayette Beal, qui atteint plus tard le grade de Major General et sert comme State Treasurer du Maine (équivalent de ministre des Finances de l'État) de 1888 à 1894.
La ville possède un sol fertile pour l'agriculture. Le torrent Pennesseewassee qui draine le lac Pennesseewassee dans la Little Androscoggin River, fournit la force hydraulique pour l'industrie. Aux chutes d'eau, sont installés deux moulins à grains, un atelier de tissage, une fabrique de meubles, une fabrique de cartonnage et une autre de chaussures. Il existe également une tannerie, qui entre autres fabrique des harnais pour chevaux et des coffres à bagages. Une autre fabrique de chaussures s'établit en 1872. La route fréquentée par les diligences entre Paris (Maine), le siège du comté et Fruyeburg traversait Norway En 1878, il existait 32 magasins en ville, Norway pendant plusieurs années a le record de croissance de population d'une ville du Maine. Le 30 décembre 1879, le chemin de fer arrive avec l'ouverture de la Norway Branch Railroad, reliant le village de Norway par une ligne d'un peu plus de 2 km à l'Atlantic and St. Lawrence Railroad (plus tard Grand Trunk Railroad) à South Paris (Maine). Mais un incendie important, le  Great Norway Fire du 9 mai 1894 détruit une portion substantielle du district. Il débute dans le moulin de C. B. Cummings & Sons et se répand à cause d'un vent violent en direction de la rue principale. L'opéra, la tannerie, l'église congrétionnelle et 80 maisons et d'autres bâtiments sont détruits. La majeure partie de Norway est reconstruite la même année, dont plusieurs structures en brique.
Norway est un temps appelée la capitale mondiale de la raquette à neige (Snowshoe Capital of the World) à cause de nombreuses fabriques de raquette qui s'y trouvaient. En 1906, Walter Tubbs fonde la Tubbs Snowshoe Company pour produire des raquettes, des skis et des meubles en utilisant du bois de frêne. La société fabriquait 70 % des raquettes commandées par le gouvernement américain durant la Seconde Guerre mondiale et fournit également les expéditions polaires de Byrd et de Peary. Dans les années 1940, la Tubbs Company déménage dans le Vermont et en 2004, elle est rachetée par K2 Sports K2. Les raquettes sont désormais fabriquées dans une usine à Guangzhou en Chine. En 1997, New Balance Shoe Company construit une nouvelle usine à Norway. La C. B. Cummings & Son Company, fondée en 1860 pour fabriquer des tourillons et d'autres produits en bois ferma et vend aux enchères son usine du centre ville en 2001, concurrencée par les productions chinoises et la fermeture en Caroline d'usines d'ameublement clientes.

## Géographie
Selon le United States Census Bureau, la ville a une superficie totale de 123 km2 dont 116,8 km2 de terres et 6,2 km2 d'eau (5,03 %). Norway est drainée par le torrent Pennesseewassee et la Little Androscoggin River.

## Site d'intérêt
- « Norway Historical Society & Museum »(Archive.org • Wikiwix • Archive.is • Google • Que faire ?) (consulté le 4 septembre 2017)

## Sources et références
- (en) Cet article est partiellement ou en totalité issu de l’article de Wikipédia en anglais intitulé « Norway, Maine » (voir la liste des auteurs).

1. ↑  (en) Maine League of Historical Societies and Museums et Doris A. Isaacson (éditeur), Maine: A Guide 'Down East', Rockland, Me, Courier-Gazette, Inc., 1970, p. 399